# Inda Silasē
Inda Silasē är en ort i Etiopien.   Den ligger i regionen Tigray, i den norra delen av landet, 600 km norr om huvudstaden Addis Abeba. Inda Silasē ligger 1 912 meter över havet och antalet invånare är 50 078.
Terrängen runt Inda Silasē är huvudsakligen kuperad, men den allra närmaste omgivningen är platt. Runt Inda Silasē är det ganska tätbefolkat, med 172 invånare per kvadratkilometer. Det finns inga andra samhällen i närheten. Omgivningarna runt Inda Silasē är en mosaik av jordbruksmark och naturlig växtlighet.